# Arqueología del distrito Banda (Ghana)

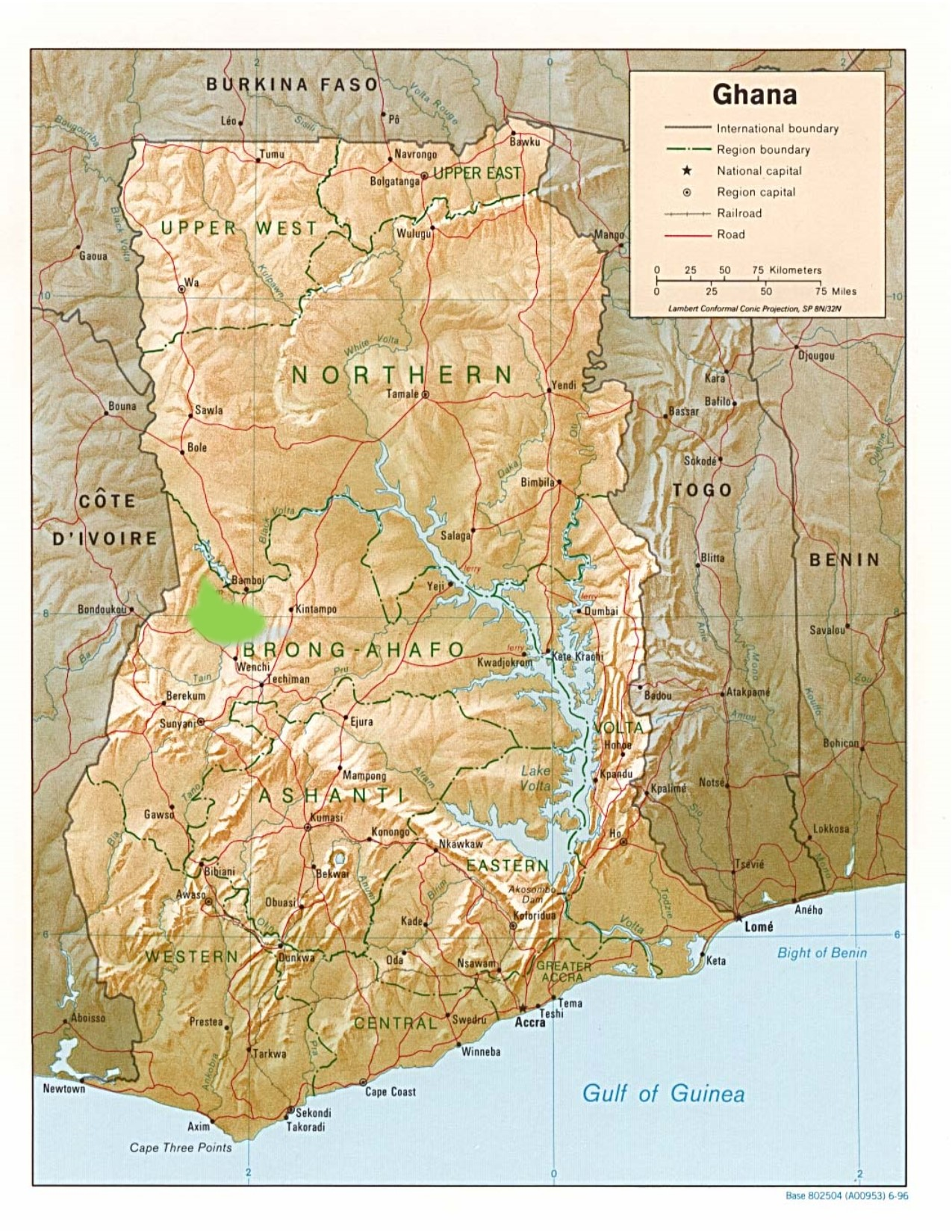
Mapa del distrito de Banda en Ghana

La arqueología del distrito de Banda, en Ghana, desempeña un papel importante en la comprensión de las redes de comercio y la forma en que conforman la vida de las personas que viven en África Occidental. El distrito de Banda está situado en la parte central occidental de Ghana, justo al sur del río Volta Negro, en un entorno de sabana boscosa. Esta región tiene muchas conexiones con el comercio transahariano, así como con el comercio atlántico y los intereses coloniales y económicos británicos. Los efectos de estas interacciones se pueden observar arqueológicamente a través de la presencia de bienes exóticos y la exportación de materiales locales, la producción de alfarería y metales, así como los cambios en el estilo de vida y las pautas de subsistencia. La investigación arqueológica pionera en esta área fue llevada a cabo por Ann Stahl.

## Período de comercio transahariano
El período de comercio transahariano en lo que hoy es el distrito de Banda comenzó alrededor del año 1300 y duró hasta el siglo XVII. Muchas de las primeras aldeas de esta zona estuvieron muy influenciadas por las redes comerciales que conectaban el Sahara. La Banda en particular tenía una relación con la red comercial nigeriana, donde los recursos de la sabana boscosa como el oro, la nuez de cola y el marfil se intercambiaban por productos del norte como aleaciones de cobre, sal y tejidos. Hay algunas dudas sobre si los pueblos del distrito de Banda recibían estos bienes directamente, o si se obtenían a través de asentamientos más grandes en la zona.

### El interés europeo

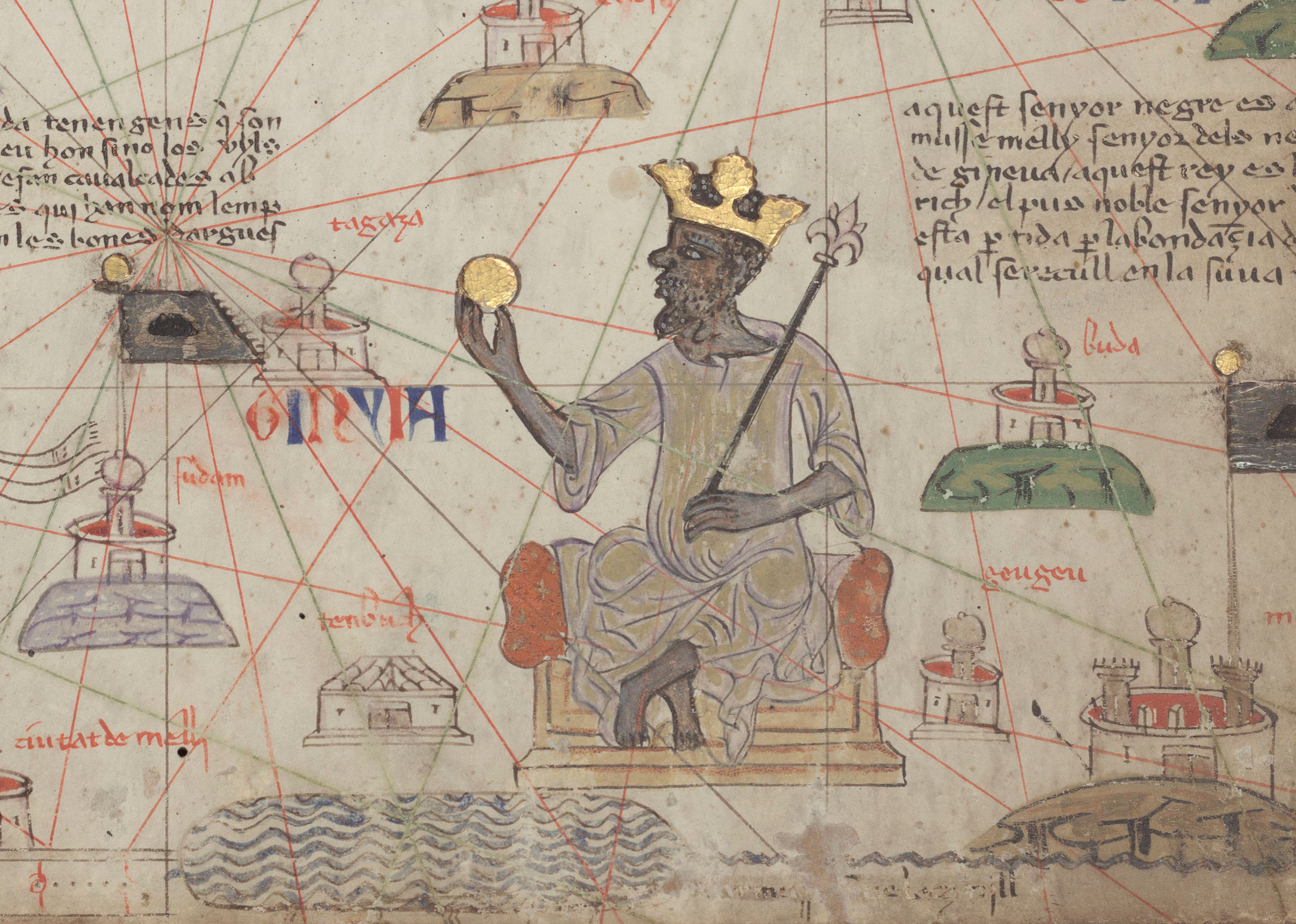
Detalle mostrando a Mansa Musa sentado en un trono y sosteniendo una moneda de oro.Atlas Catalán Hoja 6.

El interés europeo por los recursos del África Occidental realmente despegó durante este período, que comenzó alrededor del año 1400 a 1650. Un factor importante que contribuyó a este repentino interés se debió a los cuentos de Mansa Musa, el líder de Malí, y sus viajes a La Meca cubierto de oro. Los portugueses tuvieron una presencia particularmente grande a lo largo de la Costa del Oro en este punto, estableciendo un fuerte en Elmina y explorando rápidamente los alrededores.

### Producción artesanal

#### Cerámica
La forma y la decoración de la cerámica en estos sitios es muy similar a la de Begho, y su naturaleza bien hecha y homogénea implica que se estaba produciendo una buena especialización. Antes de las fases Ngre y Kuulo de la cerámica en el distrito de Banda, existía la fase Volta, cuya cerámica se caracterizaba por motivos geométricos pintados de rojo, sin que hubiera pruebas reales de relaciones septentrionales. El análisis de activación de neutrones de los fragmentos excavados en el sitio Kuulo Kataa muestra que los diferentes tipos de arcilla que se utilizaban también eran bastante homogéneos, lo que apoya la idea de la producción local. Gran parte de la arcilla utilizada procedía del este de las colinas de Banda, y los artesanos utilizaban la misma arcilla independientemente de la forma o el tratamiento de las vasijas que estaban haciendo.
Los frascos se dividen en dos categorías principales, aquellos cuyos bordes se abren desde el punto de constricción, y los que tienen una forma más globular. Gran parte de la decoración se encuentra en los bordes de los frascos, y su superficie está tratada con una ruleta envuelta en cordón o con impresiones con estera que luego se compensan con líneas y motivos acanalados. También se utilizaron varios agentes de templado, con algunos vasos que incluso tienen evidencia de escoria metálica que se utiliza como templado.

#### Trabajo de metal
Esta zona de África es conocida por sus grandes depósitos de metal, en particular de mineral de hierro y oro. Hay muchas pruebas de actividades metalúrgicas en el sitio de Banda a través de bienes materiales como vasijas, herramientas, armas y adornos, así como la escoria de hierro que queda como resultado de los procesos de elaboración de metales. También hay presencia de rasgos quemados en forma de cuencas y yunques a distintos niveles, lo que indica múltiples episodios de probable uso estacional de los sitios de elaboración de metales. El alto volumen de escoria encontrado en sitios como Kuulo Kataa implica que se estaba produciendo mucho más de lo que era necesario únicamente para las personas que vivían allí, y que los excedentes se acumulaban para el comercio y otras actividades. Entre los artefactos de metalurgia recuperados, hay varios anillos ornamentales hechos de hierro, herramientas como cuchillos y hojas curvadas y un proyectil de serpentina.

#### Tejidos
Aunque la producción de tejidos era común en sitios cercanos al distrito de Banda como Begho, no hay evidencia real todavía recuperada, que sugiera que la producción de textiles se hacía en la propia Banda. En una excavación, se encontró una única espiral de huso fragmentado, aunque la ausencia de algo no significa necesariamente que no estuviera sucediendo.

### Actividad ritual
Algunos sitios de metalistería, como el de Ngre Kataa, tienen evidencia de algún comportamiento ritual. En las excavaciones de estos montículos, se han identificado tres niveles distintos. Los niveles inferiores de los montículos de metalistería a menudo contienen evidencia de prácticas rituales fundacionales y entierros humanos sobre los que se habría realizado la metalistería. Estos entierros incluyen una variedad de grupos de edad desde la infancia hasta la edad adulta, así como diferencias en la forma en que fueron colocados. En los niveles medios de los montículos, hay evidencia de grupos de santuarios que podrían haber sido utilizados en actividades de adivinación. Los santuarios habrían sido visibles dentro del área de trabajo, y podrían haber estado relacionados con la eficiencia, la protección y la ayuda para resolver problemas. Un ejemplo de un santuario incluye un brazalete de hierro, el más antiguo encontrado en la zona de Banda, un guijarro de cuarzo, dos hojas de hierro, un fragmento de hueso y una figurita gemela de latón fundido. La figurita es interesante porque es una forma que se ha encontrado que está conectada a la adivinación y tiene propiedades mágicas. En otra área, se descubrió una vasija de loza que contenía conchas de cauri de la costa de las Seychelles. Este descubrimiento no únicamente demuestra las conexiones comerciales de la época, sino que también apoya la idea de que la adivinación fue utilizada debido a la asociación mística de las conchas de cauri.

### Subsistencia y estilo de vida
Durante el período de comercio transahariano, se dispone de pruebas para la subsistencia tanto silvestre como doméstica. La presencia de fitolitos de maíz implica la experimentación con cultivos del Nuevo Mundo, así como con el mijo perla y el sorgo, que tuvieron éxito por ser extremadamente resistentes a la sequía. Se cree que el maíz se extendió al interior de África occidental por los asantes, que lo utilizaban como alimento básico de guerra. Hasta ahora, los cultivos del Nuevo Mundo son los primeros productos conocidos del comercio atlántico que llegaron al distrito de Banda. Durante esta fase, se dio mayor importancia a los cultivos que reducían los riesgos de escasez de alimentos, y se utilizaron prácticas de apoyo comunitario para garantizar que todos tuvieran acceso a los alimentos incluso en épocas de sequía. Estas prácticas dieron como resultado una alta seguridad alimentaria para la población del distrito de Banda durante muchos años. Grandes cantidades de huesos de animales, en particular de mamíferos, muestran una mayor dependencia todavía de los métodos de caza y captura para obtener alimentos y pieles. Muchos restos de fauna proceden de especies difíciles de cazar, lo que requiere un grado considerable de habilidad y conocimiento de estos animales y sus entornos. Por ejemplo, se han encontrado restos de animales grandes y peligrosos como leones, hipopótamos y facóqueros. Aunque la gente dependía en gran medida de los recursos animales, hay pocas pruebas de que dependiera de animales domésticos. También en estos lugares hay pruebas de algunos peces y otros recursos hídricos, la mayoría de los cuales se pueden rastrear hasta el río Volta a más de 20 kilómetros de distancia. Es debido a esta distancia que se cree que el distrito de Banda ha adquirido sus recursos hídricos a través de redes de comercio locales y regionales. Pequeñas cantidades de conchas marinas indican también un pequeño grado de comercio con las zonas costeras. Algunos animales domésticos como ovejas/cabras, vacas, caballos y burros estaban presentes, siendo quizás el más frecuente el perro doméstico. La carnicería de perros y la propagación de sus restos a menudo ha tenido una connotación ritual o espiritual. La presencia de animales domésticos también puede verse afectada por la fragmentación y la preservación de los restos de la fauna.
Las aldeas se establecieron de tal manera que las casas se dispusieron en grandes recintos conectados, con áreas de alta densidad en cerámica y escoria metálica. La reconstrucción y la fijación de estructuras, junto con enormes Køkkenmødding, implican un gran grado de estabilidad residencial.

### Sitios

#### Ngre Kataa
En el sitio de Ngre Kataa, se encuentran pruebas de la ocupación de la aldea desde el siglo XIV hasta el XVII. En esta época la aldea tenía un tamaño de dos a tres hectáreas, y tiene pruebas de varias actividades artesanales, producción de hierro y cultivo de alimentos como el mijo perla y el sorgo. Aunque hay evidencia de estos cultivos, la caza y la recolección, así como el ganado, seguían siendo aspectos importantes de su dieta.

#### Kuulo Kataa
Se trata de un sitio de varios componentes situado justo al norte de Makala Kataa, otro sitio en Banda. Kuulo Kataa tiene aproximadamente 2,8 hectáreas con montículos de varias edades y tamaños. Aquí, las excavaciones arrojaron densidades bastante altas de huesos de animales, cerámica y escoria de hierro, con una densidad media de cerámica de 5.400 vasijas por metro cúbico. Esto implica una mayor intensidad de ocupación en comparación con sitios posteriores en esta área.
En el sitio de Kuulo Kataa hay pruebas del comercio interregional y transahariano de materiales como oro, conchas marinas, cuentas de vidrio y aleaciones de cobre. Esta zona fue importante para vincular el comercio entre las zonas forestales del sur y las zonas más secas del norte. Aquí es también donde se encuentra la disposición compuesta de las casas, así como altas densidades de cerámica y escoria de hierro relacionadas con la producción artesanal. En Kuulo Kataa, el estilo de la cerámica es muy similar al encontrado en un sitio de la misma época conocido como Begho, mostrando las conexiones entre los grupos locales de la zona.

#### Begho
Begho fue otra parada importante en estas rutas comerciales que conectaban el Sáhara y los bordes del bosque, y se encontraba justo al norte de Banda. Permaneció como centro de comercio hasta que las redes comerciales del Atlántico tomaron el control en África Occidental. Un equipo de arqueólogos excavó más de 1500 montículos en este sitio, y usaron la datación por radiocarbono para situar su pico de ocupación entre los siglos XV y XVIII. En Begho se han hallado varios artefactos, tales como aleaciones de cobre, cuentas, vidrio y porcelana. También tiene evidencia de especialización artesanal, como lo demuestra la presencia de una fundición de latón y hornos.
Este sitio fue una vez dividido en barrios que correspondían a varios grupos étnicos de la época. Aunque Begho estaba dividido físicamente, los aspectos estilísticos de la artesanía como el diseño de la cerámica se mantuvo consistente en todo el sitio.

## Período de comercio del Atlántico
Las rutas comerciales del Atlántico se utilizaron más intensamente a finales del siglo XVIII, y condujeron a una disminución del uso de las rutas transaharianas. Durante este tiempo, se hizo más hincapié en el oro y los minerales, y finalmente en los esclavos a través del comercio atlántico de esclavos. Esta época también se asocia con períodos de guerra y conflicto con un grupo conocido como los asantes, que tuvo una gran influencia en la estabilidad diaria y la productividad de los que vivían en el distrito de Banda.

### Fase temprana Makala
La fase temprana de Makala se caracterizó por una gran cantidad de guerra intermitente, y el aumento de la actividad del comercio de esclavos en la zona. El Asante, un estado forestal al sur, tuvo un impacto significativo en el distrito de Banda durante este tiempo, el cual se unió en el siglo XVII y lentamente comenzó a tomar el control de las zonas al norte a lo largo del siglo XVIII con el objetivo de controlar el comercio del río Níger. Esto incluyó el distrito de Banda, donde muchos sitios como Makala Kataa fueron abandonados durante los tiempos de conflicto con los asantes y luego se reasentaron una vez que el problema disminuyó. Sus campañas militares resultaron en la captura del sitio Bono Maso así como de Begho. A menudo los asantes requerían que los pueblos de la Banda, de las áreas que conquistaban lucharan en guerras que hacían con otros grupos. A principios del siglo XIX, los asantes tomaron el control de gran parte del comercio del norte del Sahara. Esto resultó en una disminución de la cantidad de bienes de comercio de larga distancia encontrados en Banda, pero también un florecimiento en los mercados locales y regionales. No obstante, hubo un mayor enfoque en el comercio regional, y también un mayor estrechamiento de la artesanía que puede indicar alguna pérdida de riqueza en Banda hacia los asantes.

#### Producción artesanal
A diferencia del período anterior, la metalurgia en el sitio no era prominente en la fase Makala temprana. Se ha recuperado muy poca escoria en los sitios, lo que significa que o bien la producción estaba fuera del sitio en algún otro lugar, o la gente dependía más fuertemente de los bienes de metal recibidos a través del comercio con otras áreas.
También hubo una falta de pruebas para la producción de cerámica in situ durante este tiempo. Mucha de la decoración que se vio durante la fase de Kuulo se perdió, y la gente parecía preferir la cerámica tratada en la superficie con la ruleta de mazorcas de maíz y ranuras poco profundas para los patrones. Típicamente, las vasijas tenían bordes evertidos, y venían en una variedad de formas y tamaños. Una diferencia en particular de la fase de Kuulo era la procedencia de la arcilla. No únicamente había una mayor diversidad de fuentes de arcilla, sino que se utilizaban fuentes de arcilla específicas para tipos concretos de recipientes. Por ejemplo, la utilizada para hacer jarras provenía del oeste de las colinas, mientras que la arcilla utilizada para los cuencos probablemente provenía del este. Esto sugiere un fuerte comercio regional entre Banda y los grupos del este y el oeste durante esta fase temprana Makala. Las pipas también se vuelven mucho más comunes, lo que refleja el aumento del consumo de tabaco y el hábito de fumar en la región.
Durante este tiempo, un aumento en la presencia de las torteras de huso se puede ver en el registro arqueológico. Esto refleja un cambio hacia la producción textil doméstica en lugar de la producción y especialización a gran escala.

#### Subsistencia y estilo de vida
Los primeros asentamientos de Makala generalmente presentaban estructuras rectangulares formadas por habitaciones contiguas. Los muros se formaron utilizando técnicas de tierra cursada, con algunas áreas que tienen hasta tres niveles de pisos para sellar capas de piso más antiguas y soportar muros colapsados. Una excavación condujo al descubrimiento de una cocina con dos hogares, lo que indica un alojamiento de las estaciones húmedas y secas que caracterizaron el área.
La subsistencia en este momento se mantuvo como una mezcla de caza, recolección y domesticación. Hubo un cambio de la caza de especies peligrosas como hipopótamos y leones, y una mayor dependencia de lagartos, serpientes y roedores. Los animales domésticos incluyen pollo, gallina de Guinea, perro, oveja/cabra y ganado. En cuanto a las plantas, los sitios muestran evidencia de sorgo carbonizado y fitolitos de maíz, que crecieron juntos en esta área durante bastante tiempo. Se cree que estos cultivos han sido suplementos ideales para su dieta en momentos en que otros cultivos como el ñame eran escasos.

### Fase tardía de Malaka
El último período de Makala es cuando los soldados británicos comenzaron a hacer presencia en el distrito de Banda, específicamente desde 1890 hasta la década de 1920. También hay evidencia de un cambio de viviendas compuestas a estructuras independientes fáciles de desmontar y mover, lo que se ve como un reflejo de la presencia británica en el área. Durante este tiempo, hubo un cambio hacia una mayor caza y recolección local, así como un aumento en las redes europeas de bienes y comercio. Aunque la gente comenzó a reasentar las aldeas abandonadas durante los conflictos con los asantes, las casas eran mucho menos resistentes, la cerámica era más simple y de estilo uniforme, y las conexiones comerciales se contrajeron. El comercio regional se estaba haciendo a menor escala, y las relaciones comerciales locales que permanecieron intactas se enfocaron al este de las colinas de Banda en lugar de al este y al oeste como en la fase temprana de Makala. Se cree que esto refleja la guerra local en ese momento. Al oeste del distrito de Banda se encuentra Bondoukou, la capital de Gyaman liderada por Samory Touré, quien dirigió a su ejército a conquistar muchas tierras en África Occidental, por lo que la gente de Banda se concentró hacia el este en un intento por disminuir las interacciones. En este punto, también hay evidencia de mayores tensiones entre los intereses europeos y africanos. Por ejemplo, los británicos y los asantes lucharon a lo largo de la costa por el control de la tierra y otros recursos, lo que finalmente llevó a la captura británica de la capital de Asante, Kumasi. En 1894, la Banda firmó un tratado con un viajero británico, marcando el final del control del Asante sobre la región de Banda.

#### Producción de artesanía
A finales del Makala, hubo un cambio de productos fabricados localmente a productos más manufacturados como resultado de la presencia británica en el área. Este cambio a productos manufacturados fue un intento de los británicos en el área para expandir el comercio a más mercados europeos. Una de las primeras artesanías en ir fue la fabricación de tubos, con trabajos de metalurgia y cerámica detrás. Aunque la producción se desaceleró drásticamente con fines comerciales, en el hogar todavía se usaban cerámicas fabricadas localmente. El análisis de neutrones de la arcilla colocó el acceso a la arcilla al este de las colinas para más de la mitad de las muestras, y la misma fuente de arcilla se estaba utilizando tanto para cuencos como para jarras, lo que contrasta con el período anterior. Estilísticamente, la decoración en la cerámica también está mucho más relacionada con la que se ve en esta área hoy. Durante este tiempo, tampoco hay evidencia de una extensa metalurgia en el sitio. Todas las muestras encontradas probablemente fueron adquiridas a través del comercio y luego modificadas para sus propios fines. La única artesanía que quedó de la Makala temprana fue la de la producción textil. El sistema de producción doméstica de textiles permaneció intacto a pesar de la mayor demanda de bienes manufacturados en las redes comerciales.

### Subsistencia y estilo de vida
La Banda durante este tiempo continuó dependiendo de animales salvajes, particularmente mamíferos, como lo demuestran los restos de fauna recuperados del sitio, y la diversidad de restos de fauna es más consistente con la de la fase de Kuulo. Los cultivos como el ñame, el maíz, el maní y la yuca continúan apareciendo con mayor intensidad, así como el tabaco. Incluso hay evidencia de que el tabaco que se cultiva en el distrito de Banda se vendía en el cercano complejo de Kintampo.
Las unidades residenciales en el Makala tardío eran muy mínimas, lo que significa que eran bastante simples y estaban hechas de dos habitaciones. Estas eran típicamente estructuras de poste y daga que se podían colocar de manera muy rápida y eficiente. También tenían solo un nivel de piso y carecían de cualquier tipo de formación compuesta.

### Esclavitud
Durante el apogeo de la trata de esclavos, el distrito de Banda sirvió como fuente de esclavos, así como lugar de contención, retención y compra de cautivos de guerra. Se sabe que los asantes enviaban como esclavos a los cautivos de guerra de Banda de sus campañas militares en el norte al comercio atlántico. Durante el siglo XIX, hubo un aumento considerable en la demanda de esclavos para satisfacer no solamente el comercio de esclavos del Atlántico, sino también el comercio interno de esclavos. Gran parte de la demanda interna de esclavos fue generada por su uso como pagos y trabajadores en la cosecha de cultivos y otros recursos como el oro. Con la influencia de los británicos, también se pueden ver cambios en la estructura económica. Los grupos aquí pasaron de prácticas basadas en la comunidad y resistentes al riesgo, a prácticas más centradas en el individuo y que favorecían la producción de productos básicos especializados.

### Sitios

#### Makala Kataa
Este sitio muestra evidencia de dos ocupaciones, una más grande a finales del siglo XVIII y principios del XIX, y otra mucho más corta desde finales del siglo XIX hasta los años 1920. El primer asentamiento tuvo un tamaño de alrededor de 18 hectáreas, y permaneció como un asentamiento bastante longevo hasta su abrupto abandono. La ocupación posterior únicamente ha dado lugar a depósitos culturales poco profundos de bienes importados como una moneda, botellas de vidrio y tuberías.

## Influencia británica

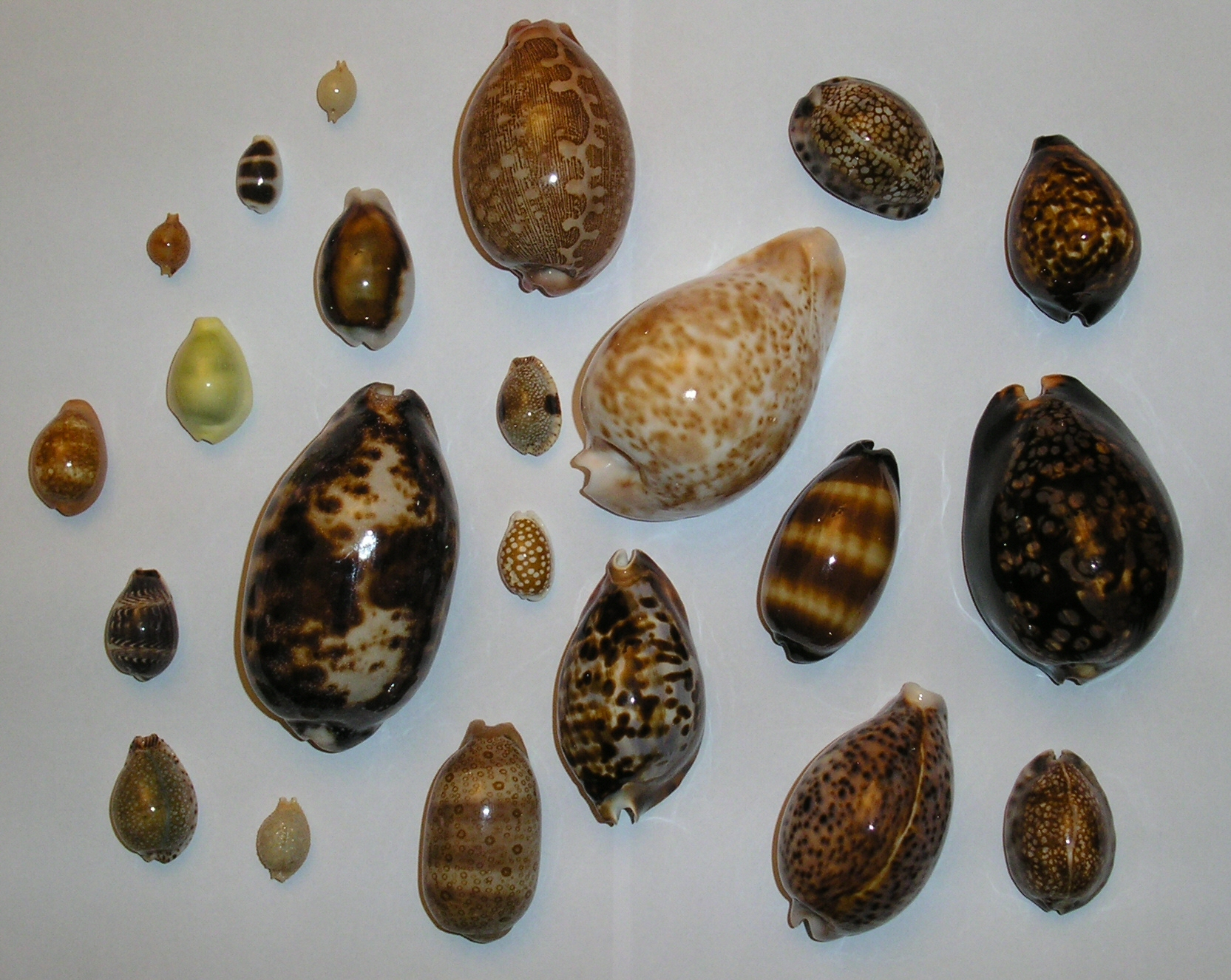
Las conchas de cauri fueron utilizadas como moneda en el tráfico de esclavos.

La participación británica en el distrito de Banda comenzó a finales del siglo XIX. Los británicos se vieron envueltos en muchas luchas por la tierra y otros recursos de la zona, tanto con los asantes como con otros grupos. Uno de estos grupos estaba liderado por un hombre llamado Samory Touré, que dirigía su ejército a caballo y conquistó tierras desde Guinea hasta Costa de Marfil. Los británicos ayudaron a evitar que Samory tomara Banda, por temor a que interrumpiera el comercio en la región.
Aunque impusieron una administración colonial en Banda, los británicos al principio se mantuvieron bastante separados de la vida cotidiana de los pueblos. Su interés en Banda giraba principalmente en torno a los bienes económicos y materiales, en lugar de tener una presencia activa en el gobierno de la zona. Más tarde, la producción de Banda se desplazó para adaptarse a las tendencias y deseos de los mercados europeos, y recursos como el cacao y los esclavos se convirtieron rápidamente en importantes exportaciones. Los británicos también instituyeron una moneda uniforme, en la que se exigía el pago de impuestos y otras tasas mediante este sistema en lugar del sistema de concha de cauri utilizado anteriormente por el pueblo de Banda.